# Fight of the Century
Fight of the Century var en boksekamp, der fandt sted den 8. marts 1971 i Madison Square Garden i New York. Kampen stod imellem den tidligere verdensmester Muhammad Ali og den daværende verdensmester Joe Frazier.
Kampen var speciel, fordi Muhammad Ali aldrig havde tabt sin titel, men havde fået frataget den i 1967, da han nægtede at indtræde i den amerikanske hær og deltage i Vietnamkrigen. Man fratog derfor Alis bokselicens og hans vm-titel. Licensen fik han først tilbage i 1970, hvor han havde to comebackkampe. De to boksere skulle nu mødes i en kamp, der på daværende tidspunkt var den mest omtalte kamp i boksehistorien. Ingen af de to boksere havde tabt før. Kampen blev det drama alle havde drømt om. 

## Kampen
Ali startede som lyn og torden i de første fem omgange, og ramte Frazier med flere hurtige og hårde kombinationer. Fra sjette omgang kom Frazier dog bedre med, og det var tydeligt at se at Ali ikke var den samme bokser som før udelukkelsen. I 11. omgang blev Ali ramt hårdt af et slag fra Frazier, og sejlede ud i tovene, men blev stående på benene. I 13. og 14. kom Ali dog godt igen, og holdt Frazier på afstand med sine lange jabs. I 15. omgang blev Ali slået i gulvet, efter et af Fraziers dødelige venstre hooks. Ali var mærket af dette i resten af omgangen, men gik dog tiden ud. 
Efter de 15 omgange erklærede de tre dommere Frazier for vinder af kampen med dommerstemmerne: 8-6-1, 9-6 og 11-4 alle til Frazier. De to boksere mødtes yderligere to gange. En gang i 1974 og igen i 1975, begge vundet af Ali.
Fight of the Century blev af det amerikanske boksemagasin The Ring udnævnt til "Fight of the Year".